# Збірна Беніну з футболу
Збі́рна Беніну з футбо́лу — команда, яка представляє Бенін на міжнародних турнірах і матчах з футболу. Керівна організація — Бенінська федерація футболу.

## Чемпіонат світу
- 1930–1970 — не брав участі
- 1974 — не пройшов кваліфікацію
- 1978–1982 — не брав участі
- 1986 — не пройшов кваліфікацію
- 1990 — не брав участі
- 1994 — не пройшов кваліфікацію
- 1998 — не брав участі
- 2002 — не пройшов кваліфікацію
- 2006 — не пройшов кваліфікацію
- 2010 — не пройшов кваліфікацію
- 2014 — не пройшов кваліфікацію
- 2018 — не пройшов кваліфікацію
- 2022 — не пройшов кваліфікацію

## Кубок Африки
| - 1957–1970 — не брала участі - 1972 — не пройшшла кваліфікацію - 1974 — відмовився від участі - 1976 — відмовився від участі - 1978 — не брала участі - 1980 — не пройшла кваліфікацію - 1982 — не брала участі - 1984 — не пройшла кваліфікацію - 1986 — не пройшла кваліфікацію - 1988 — не брала участі - 1990 — не брала участі - 1992 — не пройшла кваліфікацію |  | - 1994 — не пройшла кваліфікацію - 1996 — відмовився від участі - 1998–2002 — не пройшла кваліфікацію - 2004 — груповий турнір - 2006 — не пройшла кваліфікацію - 2008 — груповий турнір - 2010 — груповий турнір - 2012 — не пройшла кваліфікацію - 2013 — не пройшла кваліфікацію - 2015 — не пройшла кваліфікацію - 2017 — не пройшла кваліфікацію - 2019 — чвертьфінал - 2021 — не пройшла кваліфікацію - 2023 — не пройшла кваліфікацію |

## Гравці команди
- Реда Джонсон (2009—...)